# Flugunfall der Cheremshanka Airlines nahe Wanawara 1994
Am 26. September 1994 stürzte eine Jakowlew Jak-40 während eines Fluges der Cheremshanka Airlines von Krasnojarsk nach Tura ab, wobei alle 28 Insassen starben.

## Flugzeug
Das Flugzeug war eine 20 Jahre alte Jakowlew Jak-40 mit dem Luftfahrzeugkennzeichen RA-87468, die mit drei Triebwerken des Typs Iwtschenko AI-25 ausgestattet war.

## Besatzung
Die Besatzung bestand aus dem Flugkapitän A. A. Danilow, dem Ersten Offizier A. G. Schtscherbakow, dem Flugingenieur M. N. Schurpatow sowie einem Flugbegleiter.

## Verlauf
Das Flugzeug startete in Krasnojarsk und flog Richtung Tura. Während des Landeanflugs verschlechterten sich die Wetterbedingungen und die Piloten konnten aufgrund des Nebels nicht auf dem Flughafen landen. Nach dem dritten abgebrochenen Landeanflug entschieden sich die Piloten, auf dem Flughafen Wanawara zu landen, welcher sich 450 km südsüdöstlich des Flughafens Tura befindet. Während des Fluges dorthin ging dem Flugzeug 41 km nordnordwestlich von Wanawara auf einer Höhe von 3.000 m der Treibstoff aus. Die drei Triebwerke fielen aus und das Flugzeug glitt mit einer Sinkrate von 7 m/s. Zwei Hubschrauber und eine Antonow An-24 befanden sich in der Nähe, deren Piloten eine Landung in den Sümpfen vorschlugen. Aber das Flugzeug war bereits an den Sümpfen vorbeigeflogen. Die Piloten versuchten eine Notwasserung mit eingefahrenem Fahrwerk auf dem Fluss Tschamba. Der Kapitän schickte die anderen Besatzungsmitlieder in die Kabine. Seine letzten Worte waren:
„Ищите нас на речке“ („Suchen sie uns auf dem Fluss“). Schließlich streifte das Flugzeug mit einer Geschwindigkeit von 235 km/h einige Bäume, wodurch die rechte Tragfläche beschädigt wurde, das Flugzeug nach rechts rollte und schließlich um 17:38 Uhr kopfüber auf dem Flussufer des Flusses Tschamba aufschlug.

## Ursache
Die Ermittlungen, welche aufgrund der fehlenden Aufzeichnungen der Gespräche zwischen den Piloten und dem Fluglotsen behindert wurden, ergaben schließlich als Ursache für den Unfall folgende Faktoren:
- die falsche Berechnung der benötigten Menge an Treibstoff für den Flug zum Ausweichflughafen Wanawara
- die plötzliche Verschlechterung auf dem Flughafen Tura, worüber die Piloten nicht rechtzeitig informiert wurden
- das Versagen des Personals des Flughafens Tura, Beobachtungen durchzuführen, als sich das Wetter verschlechterte
- das Versagen des Flugkontrolleurs, die Arbeit der unterstellten Arbeiter ordnungsgemäß zu überprüfen
- die Abweichung während des ersten Direktanflugs, welche vermutlich durch das kurzfristige Ausschalten des Voreinflugzeichens verursacht wurde
- das Versagen der Piloten, die Parameter des zweiten und des dritten Landeanflugs während der Wetterbedingungen zu beobachten, welche unter dem Minimum lagen
- die Wahl des Flughafens Wanawara als Ausweichflughafen statt des Flughafens Baikit, welcher 110 km näher war als der Flughafen Wanawara
- die Wahl der falschen Flughöhe und der frühzeitige Sinkflug Richtung Wanawara.

Es konnten bei der Überprüfung des Flugbetriebs der Cheremshanka Airlines Mängel festgestellt werden. Die Arbeiter der Flugsicherung des Flughafens Tura hatten in Briefen wiederholt auf das inakzeptable Niveau der Arbeitsorganisation hingewiesen; allerdings wurde keine ordnungsgemäße Kontrolle durchgeführt.